# Elaphoglossum melancholicum
Elaphoglossum melancholicum är en träjonväxtart som beskrevs av Vareschi. Elaphoglossum melancholicum ingår i släktet Elaphoglossum och familjen Dryopteridaceae. Inga underarter finns listade.